# Homothallisme
Pour un article plus général, voir Développement des mycètes.
En mycologie, une espèce ou une variété est dite homothallique lorsque sa reproduction sexuée est produite par la même souche /thalle , en contraste avec une espèce hétérothallique où la reproduction sexuée est produite par deux thalles distinctes.
La reproduction homothallique est néanmoins sexuée puisque son déroulement inclut une fusion des noyaux (caryogamie) puis une méiose au cours de laquelle des « crossing-over » (enjambements) peuvent avoir lieu. Ces « crossing-over », s’ils existent, se produisent alors entre chromosomes identiques.